# Équipe d'Algérie de football à la Coupe d'Afrique des nations 1986
Cet article relate le parcours de l’Équipe d'Algérie de football lors de la Coupe d'Afrique des nations de football 1986 organisée en Égypte du 7 mars 1986 au 21 mars 1986.

## Effectif
| N° | Pos | Nom                | Date de naissance | Sélections | Buts | Club            |
| -- | --- | ------------------ | ----------------- | ---------- | ---- | --------------- |
| 1  | GB  | Mehdi Cerbah       | 3 janvier 1953    | 0          | 0    | RC Kouba        |
| 21 | GB  | Nacerdine Drid     | 22 janvier 1957   | 0          | 0    | MC Oran         |
|    |     |                    |                   |            |      |                 |
| 4  | DF  | Fodil Megharia     | 23 mai 1961       | 0          | 0    | ASO Chlef       |
| 2  | DF  | Mahmoud Guendouz   | 24 février 1953   | 0          | 0    | NA Hussein Dey  |
| 19 | DF  | Mohamed Chaib      | 20 mai 1957       | 0          | 0    | RS Kouba        |
| 5  | DF  | Chaâbane Merzekane | 8 mars 1959       | 0          | 0    | NA Hussein Dey  |
| 15 | DF  | Abdelhamid Sadmi   | 1er janvier 1961  | 0          | 0    | JS Kabylie      |
| 3  | DF  | Faouzi Mansouri    | 17 janvier 1956   | 0          | 0    | Montpellier HSC |
| 18 | DF  | Mokhtar Kechamli   | 2 novembre 1962   | 0          | 0    | ASM Oran        |
|    |     |                    |                   |            |      |                 |
| 16 | ML  | Karim Maroc        | 5 mars 1958       | 0          | 0    | Montpellier HSC |
| 8  | ML  | Ali Fergani        | 21 septembre 1952 | 0          | 0    | JS Kabylie      |
| 14 | ML  | Hakim Medane       | 5 septembre 1966  |            |      | USM El Harrach  |
| 17 | ML  | Fawzi Benkhalidi   | 3 février 1963    | 0          | 0    | USM Alger       |
| 6  | ML  | Mohamed Kaci Said  | 2 mai 1958        | 0          | 0    | RS Kouba        |
| 13 | ML  | Hocine Yahi        | 25 avril 1960     | 0          | 0    | CR Belcourt     |
| 7  | ML  | Nasser Bouiche     | 8 juin 1960       | 0          | 0    | MP Alger        |
|    |     |                    |                   |            |      |                 |
| 11 | AT  | Tedj Bensaoula     | 1er décembre 1954 | 0          | 0    | Le Havre        |
| 10 | AT  | Rabah Madjer       | 15 décembre 1958  | 0          | 0    | RC Paris        |
| 9  | AT  | Djamel Menad       | 22 juillet 1960   | 0          | 0    | JE Tizi-Ouzou   |
| 12 | AT  | Naçer Bouiche      | 16 mai 1963       | 0          | 0    | JS Kabylie      |

## Phase qualificative

### 1ertour
| Équipe 1 | Score | Équipe 2   | Aller | Retour |
| -------- | ----- | ---------- | ----- | ------ |
| Algérie  | 5-1   | Mauritanie | 4-0   | 1-1    |

### 2etour
| Équipe 1 | Score | Équipe 2 | Aller | Retour |
| -------- | ----- | -------- | ----- | ------ |
| Algérie  | 3-0   | Kenya    | 0-0   | 3-0    |

## Phase Finale

### 1ertour

#### Groupe B
| Samedi 8 mars 1986 | Algérie | 0 – 0 | Maroc | Alexandria Stadium, Alexandrie                 |                                                |
| 17h                |         |       |       | Spectateurs : 12 000 Arbitrage : Ali Bennaceur | Spectateurs : 12 000 Arbitrage : Ali Bennaceur |
| 17h                | Rapport |       |       | Spectateurs : 12 000 Arbitrage : Ali Bennaceur | Spectateurs : 12 000 Arbitrage : Ali Bennaceur |

| Mardi 11 mars 1986 | Algérie | 0 – 0 | Zambie | Alexandria Stadium, Alexandrie               |                                              |
| 14h                |         |       |        | Spectateurs : 4 000 Arbitrage : Karim Camara | Spectateurs : 4 000 Arbitrage : Karim Camara |
| 14h                | Rapport |       |        | Spectateurs : 4 000 Arbitrage : Karim Camara | Spectateurs : 4 000 Arbitrage : Karim Camara |

| Vendredi 14 mars 1986 | Cameroun                       | 3 – 2 | Algérie                | Alexandria Stadium, Alexandrie                |                                               |
| 14h                   | Kana-Biyik 66e 70e · Milla 72e |       | 61e Madjer · 73e Maroc | Spectateurs : 10 000 Arbitrage : Badou Jasseh | Spectateurs : 10 000 Arbitrage : Badou Jasseh |
| 14h                   | Rapport                        |       |                        | Spectateurs : 10 000 Arbitrage : Badou Jasseh | Spectateurs : 10 000 Arbitrage : Badou Jasseh |

| Place | Pays     | Pts | J | V | N | D | Buts + | Buts - | Diff. |
| 1er   | Cameroun | 5   | 3 | 2 | 1 | 0 | 7      | 5      | +2    |
| 2e    | Maroc    | 4   | 3 | 1 | 2 | 0 | 2      | 1      | +1    |
| 3e    | Algérie  | 2   | 3 | 0 | 2 | 1 | 2      | 3      | -1    |
| 4e    | Zambie   | 1   | 3 | 0 | 1 | 2 | 2      | 4      | -2    |

## Meilleurs buteurs de l'équipe
- 1 but
  - Karim Maroc
  - Rabah Madjer